# Emilia Waśniowska
Emilia Waśniowska (ur. 20 września 1954 w Poznaniu, zm. 26 listopada 2005 tamże) – polska poetka, polonistka, autorka wierszy, opowiadań i piosenek dla dzieci.

## Życiorys
W 1973 ukończyła II Liceum Ogólnokształcące im. Heleny Modrzejewskiej, a w 1977 filologię polską na Uniwersytecie im. Adama Mickiewicza. Swoją lirykę publikowała początkowo m.in. na łamach „Tygodnika Powszechnego”, „Tygodnika Kulturalnego” i „Życia Literackiego”. Zadebiutowała arkuszem poetyckim Przychylić ziemi. Pracowała w dawniejszym poznańskim Pałacu Kultury (obecnie jest to Centrum Kultury „Zamek"), w Ogólnopolskim Ośrodku Sztuki dla Dzieci i Młodzieży, w Liceum Sióstr Urszulanek i w różnych szkołach podstawowych. Od 1992 była dyrektorem Szkoły Podstawowej nr 34 na os. Bolesława Śmiałego. Przez kilka lat, jako „Radiowa Sowa” prowadziła audycję dla dzieci w Radiu Merkury Poznań.

### Praca w SP nr 34 w Poznaniu
To tej szkole oddała całe swoje serce. Prowadziła oryginalne akcje popularyzujące czytelnictwo i rozwijające zainteresowanie książką, zachęcające dzieci i młodzież do samodzielnych prób twórczych. Dzięki niej osiedlowa podstawówka – moloch stała się miejscem częstych odwiedzin wybitnych współczesnych pisarzy, których Emilia Waśniowska pozyskała dla realizacji zadania „rozczytywania” dzieci. Inicjowała liczne konkursy literackie, upowszechniała kulturę czytelniczą, jednocześnie kładąc duży nacisk na edukację estetyczną – z jej inicjatywy zorganizowano ekspozycję „Fiknijmy koziołka” (kolekcja koziołków wykonanych przez artystów plastyków), prezentowaną następnie w całym kraju. Była autorką ponad stu tekstów piosenek śpiewanych przez zespoły dziecięce, zaś jej wiersze znajdują się w podręcznikach szkolnych, alamanachach, antologiach i czasopismach.
Od 1990 należała do Stowarzyszenia Pisarzy Polskich. Była także członkinią Zarządu Głównego Towarzystwa Literackiego im. Adama Mickiewicza.

### Choroba i śmierć
We wrześniu 2003 zachorowała na guza mózgu. W listopadzie 2003 zorganizowano cykl koncertów na rzecz leczenia poetki. Zmarła 26 listopada 2005. Została pochowana na cmentarzu przy ul. Lutyckiej (kwatera św. Michała-1-2). Jedna z ulic w Poznaniu na Strzeszynie nosi jej imię.

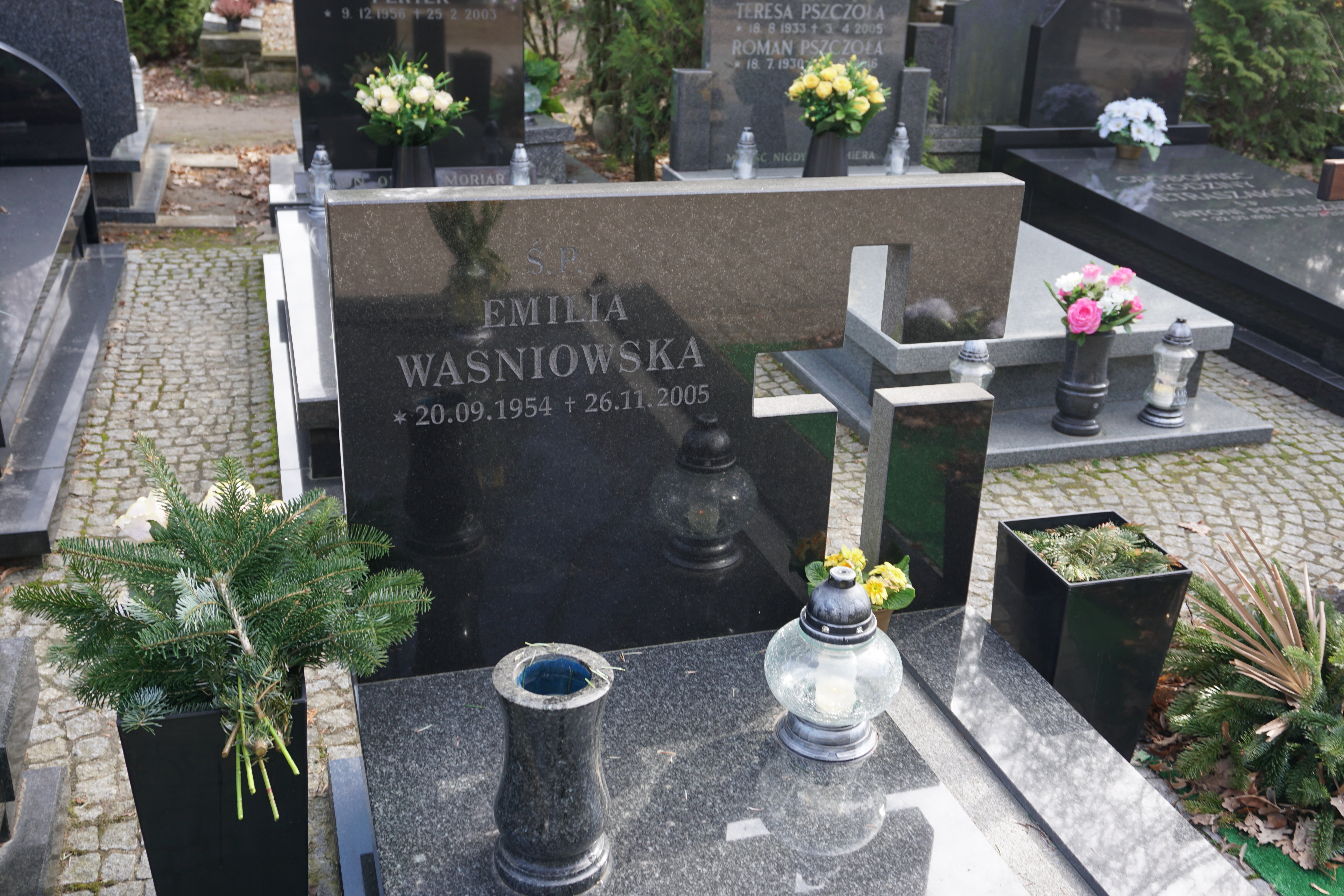
Grób Emilii Waśniowskiej na cmentarzu parafialnym św. Jana Vianneya w Poznaniu

W styczniu 2004 Księgarnia św. Wojciecha wydała tomik wierszy Emilii Waśniowskiej pt. „Nie obrażam się na Boga”, będący  lirycznym świadectwem jej zmagań z chorobą nowotworową.

## Nagrody
Autorka była nominowana w 2003 do nagrody Prezydenta Rzeczypospolitej Polskiej „Sztuka Młodym”. W 2005 jej twórczość nagrodzona została statuetką „Pegazika” podczas IV Poznańskich Targów Książki dla Dzieci i Młodzieży.

## Rozmaitości
26 listopada 2006 roku Szkole Podstawowej nr 83 „Łejery” w Poznaniu, nadano imię Emilii Waśniowskiej.
Sposobem na wspominanie patronki w Łejerach są coroczne Emiliady, czyli święto dziecięcej piosenki i poezji. Prezentowane są płyty i śpiewniki z piosenkami, do których słowa napisała Emilia Waśniowska. Emiliada to, oprócz koncertów, także warsztaty dla nauczycieli, które prezentują sposoby na wychowanie młodzieży przez poezję. Warsztaty kontynuują metody wychowania, jakie Emilia Waśniowska realizowała w swoim życiu w pracy z dziećmi i młodzieżą.

## Życie prywatne
Żona podpułkownika WP Jerzego Waśniowskiego – byłego komendanta WKU Poznań 1.